# Juïnyà
Juïnyà és una entitat de població del municipi de Sant Ferriol, a la comarca de la Garrotxa. En el cens del 2006 comptava amb 39 habitants.
Es troba a la riba dreta del Junyell, abans de l'aiguabarreig amb el Fluvià, al sud de la carretera comarcal de Girona a Besalú.
L'ajuntament del municipi de Sant Ferriol es troba actualment en aquest indret.

## Història
En documents antics es troba escrit com a Juviniano.
Juïnyà va ser municipi independent fins a 1846, quan va ser incorporat, juntament amb d'altres petits pobles i disseminats, al llavors municipi de la Parròquia de Besalú, actual Sant Ferriol.
Aquest poble tenia com a església parroquial Sant Martí de Capellada, situada a prop del nucli de Besalú. A l'edat mitjana ja havia tingut una església dedicada a Sant Martí, que va ser enderrocada a principis del Segle XII.